# Burli (Lied)
Burli ist ein Lied der österreichischen Popband Erste Allgemeine Verunsicherung. Es erschien im Oktober 1987 auf dem Album Liebe, Tod & Teufel und wurde im Februar 1988 als Single ausgekoppelt. 

## Hintergrund
Das Lied handelt von einem Jungen namens Anton, genannt „Burli“, der nach einem GAU eines Kernkraftwerks zur Welt kam und zahlreiche Mutationen aufweist. So heißt es im Lied: „Der Burli hot links und rechts drei Uhrli, am Kopf hot er a Schwammerl, zwölf Zechn auf die Fiaß …“ In weiterer Folge wird die Lebensgeschichte von Burli von der Geburt über das Erwachsenwerden bis hin zur ersten Liebe beschrieben. Die Geschichte findet schließlich ein Happy End, als Burli seine (durch die ionisierende Strahlung ebenfalls mutierte) Nachbarin Amalia kennenlernt und heiratet.
Hintergrund für das Lied war die Reaktorkatastrophe von Tschernobyl, was sowohl durch den Text als auch durch das Erscheinungsdatum ersichtlich wird. Ein Charakteristikum der EAV war es, Lieder zu aktuellen Ereignissen zu schreiben.
Auf dem 2015 erschienenen EAV-Album Werwolf-Attacke – Monsterball ist überall wird das Lied in Mrs. Fuckushima weiter geschrieben. Darin verlässt Burli seine Amalia für das „Strahle-Girl Fukush-Irmi“. Hintergrund hierfür ist die Nuklearkatastrophe von Fukushima.

## Skandal um Burli
Zum Skandal um das Lied kam es schließlich im Februar 1988, als der Radiosender Bayern 3 den Liedtext als gegenüber Behinderten beleidigend einschätzte. In der Folge wurde das Lied von einigen Sendern nicht mehr gespielt und war entsprechend der einzige EAV-Hit in den 1980er Jahren, der nicht in die deutschen Airplay-Charts kam. In der Sommerausgabe der ZDF-Hitparade im Phantasialand in Brühl am 21. Juli 1988 wurde der Titel auf Platz sechs vorgestellt.

## Kurti
Für einen weiteren Skandal sorgte das zweite Lied auf der Single, die Umtextung Kurti, welches die Vorwürfe gegen den österreichischen Bundespräsidenten Kurt Waldheim wegen seiner Aktivitäten in der Zeit des Nationalsozialismus zum Thema hatte. Die zweite Hälfte des Liedes, Wann man geh’n muss, ist musikalisch eine Parodie des Liedes Rock Me Amadeus von Falco. Die 1988 erschienene Kompilation Kann denn Schwachsinn Sünde sein …? enthielt Wann man geh’n muss als eigenständiges Kurzlied.
Waldheim erwog aufgrund der Konzertaufführungen des Lieds, bei denen Bandmitglied Mario Bottazzi mit einer von Nino Holm entworfenen Waldheim-Maske auftrat, eine Klage gegen die EAV. Er unterließ es aber aufgrund negativer öffentlicher Reaktionen.